# Battambang
Battambang é a quarta maior cidade do Camboja (a população da área urbana é quase 1.000.000,00) e a capital da província de Battambang. É uma elegante cidade à beira do rio onde repousa alguma da mais bem preservada arquitetura colonial do país.

## Cidade Irmã
- Stockton, Estados Unidos